# Sony Labou Tansi
Sony Labou Tansi (nacido como Marcel Ntsoni; Kinsasa, Congo Belga, 5 de julio de 1947 – Brazzaville, República del Congo, 14 de junio de 1995) fue un dramaturgo, novelista, poeta y guionista congoleño. 
Sony Labou Tansi fue el hijo menor de una familia de 7 hijos. Su padre provenía de Congo Belga, y su madre de República del Congo (también conocida como Congo-Brazzaville, y anteriormente como Congo Francés). Inicialmente fue educado en la lengua local de la región, el Kikongo, y después, a la edad de 12 años, comenzó a hablar francés, cuando él y su familia se mudaron a República del Congo.
En 1983, Sony Labou Tansi ganó el Grand prix littéraire d'Afrique noire (Gran Premio Literario de África Negra) por su novela L'ante-peuple. 
En los últimos años de su vida, dirigió una compañía teatral en Brazzaville, República del Congo.
En 1995, Tansi descubrió que había contraído el virus del SIDA. Debido a las restricciones a los viajes al extranjero, establecidas por el presidente de la República del Congo Pascal Lissouba, no tuvo oportunidad de conseguir tratamiento para él y su esposa, por lo que ella murió el 31 de mayo de 1995, y Tansi, 2 semanas después, el 14 de junio de 1995.
Sony Labou Tansi ha sido considerado como uno de los más grandes escritores de África central, a pesar de su corta carrera literaria debido a su fallecimiento a los 47 años de edad.